# ادیت ادوویر
ادیت ادوویر (انگلیسی: Edith Eduviere؛ زادهٔ ۱۸ ژوئن ۱۹۸۶) بازیکن فوتبال اهل نیجریه است.

وی همچنین در تیم‌های ملی فوتبال Nigeria women's national under-20 football team و زنان نیجریه بازی کرده‌است.